# World Service Authority

Le drapeau du WSA.

Le World Service Authority (WSA), fondée en 1954, est une organisation à but non lucratif qui déclare éduquer et promouvoir la « citoyenneté mondiale », la « loi mondiale », et le gouvernement mondial. Il est surtout connu pour la vente du passeport mondial.

## Organisation
WSA a un bureau à Washington Le bureau de Shanghai, en Chine, a fermé ses portes le 1er janvier 2010. L'avocat David M. Gallup était le président du WSA,.

## Histoire
Le WSA a été fondé par Garry Davis, un ancien acteur de Broadway et pilote de bombardier World War II, qui a officiellement abandonné sa citoyenneté américaine en 1948 pour vivre en tant que « citoyen du monde ». Ceci a été créé pour être l'agence administrative du « gouvernement mondial des citoyens du Monde » qu'il a déclaré le 4 septembre 1953. Outre l'émission de World Passports, le WSA inscrit les demandeurs comme « citoyens du monde » et émet des documents d'identité « citoyens du monde », tels que des certificats de naissance, des cartes d'identité et des certificats de mariage.

## Acceptation et utilisation
Selon Garry Davis, parmi les personnes qui ont utilisé le certificat de mariage, il y a des couples en Israël qui ne peuvent pas avoir de mariage religieux. Le WSA aurait aussi vendu des timbres-poste du gouvernement du monde qui, selon Garry Davis, a permis de transmettre des milliers de lettres entre la Chine et Taïwan au début des années 1980.